# Hamengkubuwono I
Hamengkubuwono I (Kartasura, 6 agosto 1717 – Yogyakarta, 24 marzo 1792) è stato un sovrano indonesiano.
Fu il primo sultano di Yogyakarta.

## Biografia
Hamengkubuwono, nato Mangkubumi, era figlio secondogenito del sultano Amangkurat IV di Mataram nonché fratello del principe ereditario (poi sultano) Pakubuwono II di Surakarta. Quando quest'ultimo salì al trono paterno, cercò l'appoggio della Compagnia delle Indie Orientali olandese alla ricerca di una maggiore stabilità politica contro le angherie del fratello, il principe Mangkubumi il quale era sostenuto dal celebre condottiero e stratega indonesiano Said. Mangkubumi vinse le battaglie decisive di Grobogan, Demak e del fiume Bogowonto. Nel corso di quella che divenne nota come Terza guerra di successione di Mataram, nel 1749, Pakubuwono II morì ed il principe Mangkubumi divenne il nuovo sultano. Nella battaglia del fiume Bogowonto del 1751, l'esercito olandese al comando del generale De Clerck venne completamente distrutto dalle forze di Mangkubumi. Said a sua volta però entrò in discussione col principe Mangkubumi. La guerra di successione si concluse con la firma del trattato di Giyanti del 1755, siglato appunto a Giyanti, un'area ad est di Surakarta (capitale dell'impero Mataram). Said, che ancora era impegnato nella soppressione delle rivolte, non prese parte ai concordati del trattato.
Sulla base del trattato di Giyanti, il territorio dell'impero Mataram venne suddiviso dapprima in due regni, quello di Surakarta con a capo Pakubuwono III, ed il sultanato di Yogyakarta col principe Mangkubumi come sultano, col nome di Hamengkubuwono I. Yogyakarta divenne la capitale del nuovo stato e venne costruito anche un nuovo palazzo reale.
Il sultano Hamengkubuwono I morì nel 1792 e venne sepolto nel cimitero reale di Astana Kasuwargan presso Imogiri. Venne succeduto dal figlio Hamengkubuwono II.